# Élections législatives de 2002 dans la Nièvre
Les élections législatives françaises de 2002 se déroulent les 9 et 16 juin 2002. Dans le département de la Nièvre, trois députés sont à élire dans le cadre de trois circonscriptions. 

## Élus
| Circonscription | Député sortant                              | Parti  | Parti  | Député élu ou réélu        | Parti | Parti |
| --------------- | ------------------------------------------- | ------ | ------ | -------------------------- | ----- | ----- |
| 1re             | Vacant                                      | Vacant | Vacant | Martine Carrillon-Couvreur |       | PS    |
| 2e              | Gaëtan Gorce                                |        | PS     | Gaëtan Gorce               |       | PS    |
| 3e              | François Perrot suppléant de Christian Paul |        | PS     | Christian Paul             |       | PS    |

## Résultats

### Résultats à l'échelle du département
| Parti                                      | Parti                                | Premier tour | Premier tour | Second tour | Second tour | Sièges |
| Parti                                      | Parti                                | Voix         | %            | Voix        | %           | Sièges |
| ------------------------------------------ | ------------------------------------ | ------------ | ------------ | ----------- | ----------- | ------ |
|                                            | Parti socialiste                     | 40 388       | 37,83        | 56 014      | 55,95       | 3      |
|                                            | Parti communiste français            | 6 871        | 6,44         |             |             | 0      |
|                                            | Les Verts                            | 2 984        | 2,79         | 0           |             |        |
|                                            | Pôle républicain                     | 983          | 0,92         | 0           |             |        |
|                                            | Gauche parlementaire                 | 51 226       | 47,98        | 56 014      | 55,95       | 3      |
|                                            |                                      |              |              |             |             |        |
|                                            | Union pour un mouvement populaire    | 29 414       | 27,55        | 44 100      | 44,05       | 0      |
|                                            | Union pour la démocratie française   | 4 015        | 3,76         |             |             | 0      |
|                                            | Majorité présidentielle              | 33 429       | 31,31        | 44 100      | 44,05       | 0      |
|                                            |                                      |              |              |             |             |        |
|                                            | Front national                       | 11 916       | 11,16        |             |             | 0      |
|                                            | Extrême gauche dont LCR et LO        | 3 311        | 3,10         | 0           |             |        |
|                                            | Divers                               | 2 197        | 2,06         | 0           |             |        |
|                                            | Chasse, pêche, nature et traditions  | 2 109        | 1,98         | 0           |             |        |
|                                            | Extrême droite dont MNR              | 1 779        | 1,67         | 0           |             |        |
|                                            | Divers écologiste dont LT-LNÉ et MÉI | 806          | 0,75         | 0           |             |        |
|                                            |                                      |              |              |             |             |        |
| Inscrits                                   | Inscrits                             | 170 576      | 100,00       | 170 559     | 100,00      | 3      |
| Abstentions                                | Abstentions                          | 61 049       | 35,79        | 65 600      | 38,46       |        |
| Votants                                    | Votants                              | 109 527      | 64,21        | 104 959     | 61,54       |        |
| Blancs et nuls                             | Blancs et nuls                       | 2 754        | 2,51         | 4 845       | 4,62        |        |
| Exprimés                                   | Exprimés                             | 106 773      | 97,49        | 100 114     | 95,38       |        |
| Source : Ministère de l'Intérieur - Nièvre |                                      |              |              |             |             |        |

### Résultats par circonscription

#### Première circonscription (Nevers)
| Candidat       | Candidat                        | Parti            | Premier tour | Premier tour | Second tour | Second tour |  |
| Candidat       | Candidat                        | Parti            | Voix         | %            | Voix        | %           |  |
| -------------- | ------------------------------- | ---------------- | ------------ | ------------ | ----------- | ----------- |  |
|                | Martine Carrillon-Couvreur élue | PS               | 12 005       | 35,73        | 17 291      | 55,17       |  |
|                | Daniel Rostein                  | UMP              | 8 233        | 24,5         | 14 051      | 44,83       |  |
|                | Philippe Morel                  | UDF              | 4 015        | 11,95        |             |             |  |
|                | Régis de La Croix-Vaubois       | FN               | 3 369        | 10,03        |             |             |  |
|                | Daniel Surieu                   | PCF              | 1 853        | 5,51         |             |             |  |
|                | Fabrice Vérin                   | Les Verts        | 1 121        | 3,34         |             |             |  |
|                | Geneviève Lemoine               | LO               | 766          | 2,28         |             |             |  |
|                | Francis Balace                  | CPNT             | 668          | 1,99         |             |             |  |
|                | Maiki Malewski                  | LCR              | 496          | 1,48         |             |             |  |
|                | Daniel Legrain                  | Pôle républicain | 448          | 1,33         |             |             |  |
|                | Olivier Mahu                    | MNR              | 239          | 0,71         |             |             |  |
|                | Philippe Laveau                 | Divers           | 196          | 0,58         |             |             |  |
|                | Yves Gomy                       | MÉI              | 193          | 0,57         |             |             |  |
|                |                                 |                  |              |              |             |             |  |
| Inscrits       | Inscrits                        | Inscrits         | 55 372       | 100,00       | 55 378      | 100,00      |  |
| Abstentions    | Abstentions                     | Abstentions      | 20 916       | 37,77        | 22 573      | 40,76       |  |
| Votants        | Votants                         | Votants          | 34 456       | 62,23        | 32 805      | 59,24       |  |
| Blancs et nuls | Blancs et nuls                  | Blancs et nuls   | 854          | 2,48         | 1 463       | 4,46        |  |
| Exprimés       | Exprimés                        | Exprimés         | 33 602       | 97,52        | 31 342      | 95,54       |  |

#### Deuxième circonscription (Cosne-Cours-sur-Loire)
| Candidat       | Candidat                   | Parti            | Premier tour | Premier tour | Second tour | Second tour |  |
| Candidat       | Candidat                   | Parti            | Voix         | %            | Voix        | %           |  |
| -------------- | -------------------------- | ---------------- | ------------ | ------------ | ----------- | ----------- |  |
|                | Gaëtan Gorce sortant réélu | PS               | 13 040       | 34,84        | 19 364      | 56,03       |  |
|                | Michèle Boucomont          | UMP              | 10 010       | 26,74        | 15 195      | 43,97       |  |
|                | Annick Brunaud             | FN               | 4 519        | 12,07        |             |             |  |
|                | Liliane Depresle           | PCF              | 3 377        | 9,02         |             |             |  |
|                | Marc Poussière             | Divers           | 1 085        | 2,9          |             |             |  |
|                | Jean-François Notebaert    | Les Verts        | 994          | 2,66         |             |             |  |
|                | Marie-Josèphe Charpentier  | CPNT             | 835          | 2,23         |             |             |  |
|                | Dominique Dupuis           | LO               | 580          | 1,55         |             |             |  |
|                | Thierry Guintrand          | LCR              | 504          | 1,35         |             |             |  |
|                | Bernard Gagnepain          | Divers           | 458          | 1,22         |             |             |  |
|                | Cyrille Taverdet           | Extrême droite   | 429          | 1,15         |             |             |  |
|                | Lionel Duployez            | LT-LNÉ           | 402          | 1,07         |             |             |  |
|                | Guilbert Hainault          | MNR              | 330          | 0,88         |             |             |  |
|                | Jacques Chougny            | Pôle républicain | 298          | 0,8          |             |             |  |
|                | Jean-Luc Clément           | Divers           | 263          | 0,7          |             |             |  |
|                | Julien Gonzalez            | MÉI              | 211          | 0,56         |             |             |  |
|                | Roselyne Gallois           | Divers           | 96           | 0,26         |             |             |  |
|                |                            |                  |              |              |             |             |  |
| Inscrits       | Inscrits                   | Inscrits         | 59 837       | 100,00       | 59 833      | 100,00      |  |
| Abstentions    | Abstentions                | Abstentions      | 21 409       | 35,78        | 23 382      | 39,08       |  |
| Votants        | Votants                    | Votants          | 38 428       | 64,22        | 36 451      | 60,92       |  |
| Blancs et nuls | Blancs et nuls             | Blancs et nuls   | 997          | 2,59         | 1 892       | 5,19        |  |
| Exprimés       | Exprimés                   | Exprimés         | 37 431       | 97,41        | 34 559      | 94,81       |  |

#### Troisième circonscription (Château-Chinon - Clamecy)
| Candidat       | Candidat                     | Parti            | Premier tour | Premier tour | Second tour | Second tour |  |
| Candidat       | Candidat                     | Parti            | Voix         | %            | Voix        | %           |  |
| -------------- | ---------------------------- | ---------------- | ------------ | ------------ | ----------- | ----------- |  |
|                | Christian Paul sortant réélu | PS               | 15 343       | 42,93        | 19 359      | 56,58       |  |
|                | Brigitte Freytag             | UMP              | 11 171       | 31,26        | 14 854      | 43,42       |  |
|                | Gaston Martin                | FN               | 4 028        | 11,27        |             |             |  |
|                | Cèdre Cadena                 | PCF              | 1 641        | 4,59         |             |             |  |
|                | Bernadette Orphelin          | Les Verts        | 869          | 2,43         |             |             |  |
|                | René Pesson                  | CPNT             | 606          | 1,7          |             |             |  |
|                | Nathalie Moquet              | Extrême droite   | 495          | 1,39         |             |             |  |
|                | Franck Truchon               | LO               | 490          | 1,37         |             |             |  |
|                | Fabienne Smith               | LCR              | 475          | 1,33         |             |             |  |
|                | Claudine Hermann             | MNR              | 286          | 0,8          |             |             |  |
|                | Marthe Eit                   | Pôle républicain | 237          | 0,66         |             |             |  |
|                | Frédéric Marceau             | Divers           | 99           | 0,28         |             |             |  |
|                |                              |                  |              |              |             |             |  |
| Inscrits       | Inscrits                     | Inscrits         | 55 367       | 100,00       | 55 348      | 100,00      |  |
| Abstentions    | Abstentions                  | Abstentions      | 18 724       | 33,82        | 19 645      | 35,49       |  |
| Votants        | Votants                      | Votants          | 36 643       | 66,18        | 35 703      | 64,51       |  |
| Blancs et nuls | Blancs et nuls               | Blancs et nuls   | 903          | 2,46         | 1 490       | 4,17        |  |
| Exprimés       | Exprimés                     | Exprimés         | 35 740       | 97,54        | 34 213      | 95,83       |  |